# Lycosa palliata
Lycosa palliata là một loài nhện trong họ Lycosidae.
Loài này thuộc chi Lycosa. Lycosa palliata được Carl Friedrich Roewer miêu tả năm 1960.